# 토니 고
토니 고(Toni Ko, 1973년~)는 대한민국 출신 미국의 사업가로, 화장품 브랜드 닉스(NYX Cosmetics)와 선글라스 브랜드 퍼버스(Perverse)의 창립자이다. 2억 6천 만 달러 이상 순수입으로, 2016년 포브스가 선정한 '자수성가한 미국인 여성 60인' 명단에 들었다.

## 생애
대한민국 대구광역시에서 태어났다. 13살이였던 1986년, 부모님과 함께 미국 로스앤젤레스로 이주했다. 방과 후에는 부모님이 하시던 미용용품 사업일을 도왔다. 어릴 적부터 화장품에 관심이 많았다. 하지만 고급 브랜드의 화장품을 살 형편은 되지 않았고, 저렴한 화장품의 질에는 만족하지 못했다. 결국 스스로 합리적인 가격의 질 좋은 화장품을 만들자 마음 먹고, 25세 때 부모님의 도움을 받아 화장품 브랜드 "닉스"(NYX Cosmetics)를 설립했다. 인기 판매 제품인 립 펜슬은 3.5 달러 정도였다.
브랜드 출시 첫 해, 4백 만 달러 이상의 매출을 올렸다. 2000년대 초반 닉스는 미국에서 빠르게 성장하는 화장품 브랜드 중 하나였다. 또 2008 금융 위기 시절, 저가 화장품에 대한 관심이 늘면서 오히려 불황은 기회가 되었다. 또 토니는 사람들이 미셸 판 등 뷰티 유튜버에 영향 받는 모습을 보며, 소셜 미디어의 중요성을 깨닫고 SNS를 마케팅에 적극 활용했다. 이후 15년 동안 안정적으로 사업을 키워나간 후, 2014년 로레알에 닉스를 5억 달러에 매각했다.
닉스를 매각하며 은퇴 후 바닷가에서 편하게 여생을 보낼 생각도 했으나, 이후 매우 지겨울 거란 생각이 들었다고 한다. 2016년 봄, 토니는 "퍼버스"(Perverse)라는 선글라스 브랜드를 설립했다.